# Нетыкса, Тамара Ивановна
Тамара Ивановна Нетыкса (род. 4 января 1949, Серов, Свердловская область, РСФСР, СССР) — советская и российская разведчица-нелегал, полковник Службы внешней разведки в отставке.

## Биография
Родилась 4 января 1949 года в городе Серов Свердловской области в семье военнослужащего.
Отец — сибиряк, мать — кубанская казачка.
В 1972 году окончила факультет № 3 Московского авиационного института (МАИ) имени С. Орджоникидзе, получив квалификацию «инженер-электрик по системам управления летательных аппаратов».
В органах государственной безопасности с 1972 года. Служила в Управлении «С» (нелегальная разведка) Первого главного управления (внешняя разведка) Комитета государственной безопасности (КГБ) при Совете Министров СССР – КГБ СССР – Службе внешней разведки Российской Федерации (СВР России). В 1978 году прошла полный курс спецподготовки разведчика-нелегала, в совершенстве освоила испанский язык. Обучением её и её мужа занималась знаменитая советская разведчица испанка Африка де лас Эрас Гавилан. 
Тамара Ивановна много лет занималась балетом, а во время пребывания на Кубе даже встретилась с кубинской балериной Алисией Алонсо.
С октября 1978 года по август 1998 года — на нелегальной работе за границей.
Трудилась в странах Латинской Америки. В паре с мужем Виталием Нетыксой принимала непосредственное участие в выполнении ряда конкретных оперативных заданий Центра. Зарекомендовала себя находчивым и решительным сотрудником. Работая с большими перегрузками, сознательно шла на оправданный риск при решении оперативных задач. Оказывала действенную помощь мужу в разведывательной деятельности в особых условиях. В частности, активно задействовалась в работе по связям, с агентурой, привлекалась к добыванию и обработке ценной разведывательной информации.
В день распада СССР Тамара Ивановна и Виталий Вячеславович получили телеграмму от руководства разведки с указаниями продолжать работу за границей, несмотря на обстоятельства.
После возвращения из загранкомандировки участвовала в подготовке и воспитании молодых сотрудников нелегальной разведки.
С января 2014 года полковник Т. И. Нетыкса — в отставке.
Активно участвует в деятельности ветеранских организаций СВР России.
28 января 2020 года директор СВР России С. Е. Нарышкин на пресс-конференции в МИА «Россия сегодня» назвал имена российских разведчиков-нелегалов, внёсших своей героической работой весомый вклад в обеспечение безопасности страны и защиту её интересов. Среди названных были Герой Российской Федерации генерал-майор в отставке Виталий Вячеславович Нетыкса и его вдова — полковник в отставке Тамара Ивановна Нетыкса, а на сайте СВР России были размещены их официальные биографии.

## Личная жизнь
- Супруг — Нетыкса, Виталий Вячеславович (1946—2011) — российский разведчик-нелегал, генерал-майор Службы внешней разведки в отставке, Герой Российской Федерации.
- Сын и дочь разведчиков родились в заграничных командировках[5]. Сын Евгений служит лётчиком в гражданской авиации[1], а дочь Елена работает телеведущей и психологом[2].

## Награды
- Орден «За военные заслуги»;
- Медаль ордена «За заслуги перед Отечеством» II степени;
- Медаль «За боевые заслуги»;
- медали СССР и Российской Федерации;
- нагрудный знак «За службу в разведке».